# Just Stand Up!
Just Stand Up este un cântec înregistrat de artiștii campaniei Stand Up 2Cancer. Cântecul este interpretat de cincisprezece artiste: Mariah Carey, Beyoncé, Keyshia Cole, Mary J. Blige, Rihanna, Carrie Underwood, Fergie, Sheryl Crow (doar pe versiunea de studio), Melissa Etheridge (doar pe versiunea de studio), Leona Lewis, Natasha Bedingfield, Miley Cyrus, LeAnn Rimes (doar pe versiunea de studio), Ashanti, Ciara, Nicole Scherzinger (doar pe versiunea live). Discul single a avut un succes mic, atingând totuși top 10 în Canada și Italia, precum și locul 11 în Statele Unite ale Americii.